# Винета
Винета, или Юмнета (нем. Jumneta) или Юмна (дат. Jumne) — легендарный славянский город, предположительно располагавшийся на острове в низовьях Одера.
В некоторых источниках указывается, что на острове Воллине находился вендский торговый пункт Винета (Vineta), с населением 5 000 жителей, примерно там же, где на начало XX столетия был город Воллин. Винета, или Юлин, процветала как торговый пункт в X и XI столетиях, и в 1184 году была разрушена датчанами, а спустя некоторое время, согласно преданию, была затоплена морскими волнами.

## История
Немецкий хронист XI века Адам Бременский описывал Винету как крупнейший город на севере Европы, населённый как балтийскими славянами, так и представителями других народов, в том числе саксами и греками.

«За лютичами, которых иначе зовут вильцами, — сообщает он, — протекает Одер, самая полноводная река в земле славян. В её устье, там, где она впадает в Скифское озеро, расположен знаменитый город Юмна, весьма оживлённое местопребывание варваров и греков, живущих вокруг. Поскольку о великой славе этого города рассказывают многое и не всегда правдиво, мне также хочется упомянуть о нём кое-что заслуживающее внимания. Это, действительно, крупнейший из всех расположенных в пределах Европы городов, который населяют славяне вместе с другими народами, греками и варварами. Приезжие саксы также получают возможность там жить на равных с прочими правах, но при условии не исповедовать открыто христианство. Ибо все они до сих пор блуждают в потёмках язычества, хотя в отношении нравов и гостеприимства не найти более честного и радушного народа, чем они. Этот город богат товарами всех северных народов, нет ни одной диковинки, которой там не было бы… От этого города коротким путём добираются до города Деммина, который расположен в устье реки Пены, где обитают руяне. А оттуда — до провинции Земландии, которой владеют пруссы. Путь этот проходят следующим образом: от Гамбурга или от реки Эльбы до города Юмны по суше добираются семь дней. Чтобы добраться до Юмны по морю, нужно сесть на корабль в Шлезвиге или Ольденбурге. От этого города 14 дней ходу под парусами до Острогарда Руси. Столица её — город Киев, соперник Константинопольской державы, прекраснейшее украшение Греции.»
Германский хронист и христианский миссионер Гельмольд из Босау в своей «Славянской хронике», доведённой до 1170 года, в частности, сообщает:

«Там, где кончается Полония, мы приходим к обширнейшей стране тех славян, которые в древности вандалами, теперь же винитами, или винулами, называются. Из них первыми являются поморяне, поселения которых простираются вплоть до Одры… В устье Одры, где она впадает в Балтийское море, некогда находился знаменитейший город Юмнета, место, весьма часто посещаемое варварами и греками, живущими в его окрестностях. О величине этого города, про который ходит много, и при этом едва ли заслуживающих доверия, рассказов, следует сообщить кое-что, достойное того, чтобы оно было снова повторёно. Это действительно был самый большой город из всех имевшихся в Европе городов, населённый славянами вперемешку с другими народами, греками и варварами. И саксы, приходя сюда, тоже получали право жить в нём, на том только условии, что, живя здесь, не будут слишком явно проявлять своей христианской религии. Потому что все жители этого города до самого его разрушения пребывали в языческом заблуждении. Впрочем, по нравам и гостеприимству — нельзя было найти ни одного народа, более достойного уважения и более радушного чем они. Этот город, богатый товарами различных народов, обладал всеми без исключения развлечениями и редкостями. Рассказывают, что один данский король, сопровождаемый огромным морским войском, разрушил этот богатейший город до основания. Памятники этого древнего города сохранились до сих пор.»

## Исследования
Само по себе возникновение топонима «Винета», возможно, является недоразумением, основанным на неправильном прочтении источников: город изначально мог носить название Юмны (лат. Jumne) или Юмнеты (лат. Jumneta), винитами (лат. winithi) же в действительности назывались жившие там славяне — венды. Возможно, изначально в легендарной традиции фигурировал некий «город венетов», или «город вендов» (лат. urbs venetorum), под которым понимали Юмну Адама, Юмнету Гельмольда, или же Юлин (Волин), впервые упомянутый под 1140 годом Эббоном Михельсбергским в житии Оттона Бамбергского, а также, возможно, Йомсборг скандинавских саг или др.
Со временем это словосочетание могло трансформироваться в название самого города, которое в письменных источниках, помимо сочинения Гельмольда, встречается в форме Wineta в первой хронике Поморья Августина из Старгарда (нем. Augustin von Stargard) «Protocollum» (сер. XIV в.), а в форме Wynneta — в рифмованной хронике Мекленбурга Эрнста фон Кирхберга (1378). При этом, если Августин локализует Винету на острове Узедом (лат. in terra Utznyensi), лишь отмечая, что некоторые из его современников отождествляют её с Волином (лат. Wollyn), фон Кирхберг уже ставит знак равенства между Винетой, Юлином и Волином.
Начиная с XVI столетия, в немецкой историографии утверждается представление о Винете как об отдельном городе. Видный деятель Реформации Иоганн Бугенхаген, написавший в 1518 году по указанию герцога Богуслава X первую историю Поморья «Померания» (лат. Pomerania), историк и богослов из Гамбурга Альберт Кранц, автор труда «Вандалия» (1519), а также секретарь и летописец герцогов Померанских Томас Канцов, автор «Хроники Померании», доведённой до 1536 года, уже однозначно разделяют Винету и Волин (Юлин). В то же время, их современник филолог и гуманист Николаус Маршалк в труде «Анналы герулов и вандалов» (лат. Annalium Herulorum et Vandalorum, 1521) однозначно утверждает, что Юлин (лат. Julin) основан был на месте Венеты (лат. Veneta), якобы существовавшей ещё во времена Птолемея.
Согласно мнению немецкого историка первой половины XX века профессора Грайфсвальдского университета Адольфа Хофмейстера, слово «Винета» (лат. Vinneta) могло появиться в рукописной традиции «Хроники» Гельмольда около 1300 года в результате банальной ошибки переписчика. Мнение Хофмейстера было оспорено ещё в 1936 году польским филологом профессором Познанского университета Миколаем Рудницким, отметившим то обстоятельство, что подобное название встречается в топонимике на северо-западе Польши, современный польский историк В. Гензель прямо указывает на происхождение его от этнонима «венеты».
По мнению некоторых исследователей, с легендарной Винетой возможно отождествить славянский город Велтава (Weltaba), упомянутый арабоязычным евреем-путешественником из Тортосы Ибрагимом ибн Якубом, посетившим в 965/966 году двор германского императора Оттона I в Магдебурге, а также земли полабских славян, сведения которого дошли до нас в составе труда арабского географа XI века. аль-Бакри «Книга путей и государств». Однако, в действительности у ибн Якуба речь идёт скорее о племени, чем о городе «валитаба», под каковым, по мнению Д. Е. Мишина, можно понимать лютичей, самоназванием которых было вильцы (нем. Wilzen, Wilsen) или велеты (нем. Wieleten, Welataben).
Точное местонахождение Винеты до сих пор не установлено: возможно, это затопленная часть острова Волин, либо остров Узедом, либо полуостров Дарс.
Активно занимавшийся поисками Юмны (Винеты) польский археолог Владислав Филиповяк, бывший директор Национального музея г. Щецина, вслед за немецкими археологами XIX века. Рудольфом Вирховым,  и историками XIX — первой половины XX в. Робертом Клемпином, Вильгельмом Богуславским, Мартином Верманном и Адольфом Хофмейстером, отождествлял её с Волином.
В то же время, известный чешский славист П. Й. Шафарик и немецкие историки Й. Ф. Лойц-Шпитта и Р. Бурхардт различали Винету, Йомсборг и Волин (Юлин).
По мнению современных немецких историка Клауса Гольдмана и публициста Гюнтера Вермуша, название города происходит от слова imne — «пчеловодство», а располагался он не у Волина, а в исчезнувшем позже четвёртом устье реки Одер, впадавшей в XI—XII веках в Балтийское море западнее острова Рюген, неподалёку от сегодняшних городов Рибниц-Дамгартен или Барт, в современном заливе Бартер Бодден.
Не исключено, что это тот же самый город, что и загадочный Йомсборг, известный по скандинавским сагам, в частности, «Саге о йомсвикингах» и «Саге о Кнютлингах». Согласно «Саге о йомсвикингах», Йомсборг основан был в X веке викингом Палнатоки в устье Одера, в Виндланде — земле балтийских славян. Согласно «Саге о Кнютлингах», её основал там конунг Харальд Синезубый.
Русский историк, этнограф и фольклорист М. Д. Чулков в «Историческом описании российской коммерции» (1781—1788) указывал, что город Винета, возникший «за несколько столетий до Троянской войны», располагался у устья Одера, хотя в своей «Повести о Силославе» из сборника «Пересмешник, или Славенские сказки» (1789) уже писал, что он мог находиться на месте самого Санкт-Петербурга.
По одним данным, Юмна (Винета) была разорёна войском короля Норвегии и Дании Магнуса Доброго в 1043 году (если отождествлять её с Йомсборгом), по другим, разрушена датчанами в 1159 году. Несмотря на то, что уже в начале XII века она переживала упадок, в 1140 году в ней создана была христианская епархия, но вскоре перенесена на другую сторону пролива. В «Краткой истории королей Дании» Свена Аггесена сообщается об уничтожении города «Хьюмсбурга» (лат. Hyumsburgh), отождествляемого с Йомсборгом или Волином, в 1184 году войском Лундского архиепископа Абсалона.
Известный русский историк-западник XIX века Т. Н. Грановский высказывался за то, чтобы вовсе отказать сообщениям о Винете в исторической достоверности.

## В культуре
- Винета — одно из мест, описанных в сказочной повести «Чудесное путешествие Нильса с дикими гусями» Сельмы Лагерлёф, которая помещает её на шведском острове Готланд.
- Мифологическому, историческому и поэтическому значению Винеты в значительной мере посвящён одноимённый роман Олега Юрьева («Винета», ж. «Знамя», 8, 2007).
- В книге и фильме «Секретный фарватер» «Винетами» назывались тайные базы немецкой подводной лодки «Летучий голландец».
- В Винете происходит действие сказки К. Д. Ушинского «Слепая лошадь».
- Винета играет важную сюжетную роль в романе Лоуренса Норфолка «Носорог для папы Римского».
- Vineta. Песня немецкой рок-группы PUHDYS.
- В видеоигре Signalis есть плакат, изображающий футуристический город с надписью: «Колыбель человечества: Винета».

## Память
- В честь легендарного города был назван германский бронепалубный крейсер «Винета» (нем. Vineta), вступивший в строй в 1899 году.